# Yevhén Stankóvich
Yevhén Fédorovich Stankóvich (en ucraniano: Євген Федорович Станкович; Svaliava, reino de Hungría, 12 de septiembre de 1942) es un compositor ucraniano de obras escénicas, orquestales, de cámara y corales.

## Biografía
Stankóvich nació en Szolyva (actualmente Svaliava, óblast de Transcarpacia), en el reino de Hungría. A los 10 años comenzó a estudiar en una escuela de música (clase de acordeón), continuó sus estudios en la Escuela de Música de Úzhgorod en la clase del acordeonista y compositor Stepán Marton, y más tarde en la clase del violonchelista J. Bazel. 
En 1962, Stankóvich estudió composición con el compositor polaco Adam Soltys en el Conservatorio Mikola Lísenko de Leópolis. De 1965 a 1970 estudió composición con los compositores ucranianos Borís Liatoshinski y Miroslav Skorik en el Conservatorio de Kiev.
Desde 1988 trabaja como editor musical y desde 1998 es profesor de composición en el Conservatorio de Kiev, ahora Academia Nacional de Música de Ucrania. Entre 2004 y 2010 compartió la presidencia de la Unión Nacional de Compositores de Ucrania con Skorik.
En 2012, Stankóvich se convirtió en patrocinador del concurso de música instrumental Stankóvich. En 2017, presidió el comité organizador de la Olimpiada Abierta de Música de Ucrania "La Voz del País".

## Obras
Las obras de Stankóvich incluyen 12 sinfonías, cinco ballets, una ópera, conciertos instrumentales, bandas sonoras de películas y música de cámara. Compuso un ballet basado en la vida de la princesa Olga de Kiev. Su ópera folk Cuando florece el helecho fue la primera obra moderna de este tipo, escrita en la década de 1970, pero censurada por las autoridades soviéticas. El estreno de la ópera tuvo lugar en 2011 por el Coro Folclórico Nacional Ucraniano Verovka en Kiev y en 2017 en Leópolis. 
Su sinfonía de cámara nº3 fue elegida por la UNESCO en la Tribuna Internacional de Compositores como una de las diez mejores obras de 1985.

## Premios
Los premios y títulos recibidos por Stankóvich por sus composiciones incluyen:
- Medalla de los Trabajadores Distinguidos (1976).
- Premio nacional Shevchenko (1977).
- Orden de la Amistad de los Pueblos (1982).
- Orden del Príncipe Yaroslav el Sabio, clase V (2002).
- Héroe de Ucrania (2008).
- Orden del Príncipe Yaroslav el Sabio, clase IV (2017).[11]
- Premio Borís Liatoshinski (2021).[12]